# Leonard Roth
Leonard Roth (Edmonton, Londres, 29 de agosto de 1904 – Pittsburgh, 28 de novembro de 1968) foi um matemático britânico, que trabalhou com a escola italiana de geometria algébrica.

## Publicações
- Levy, H.; Roth, L. (1936), Elements of probability, The Clarendon press
- Roth, L. (1949), Modern elementary geometry, Modern Elementary Geometry, Thomas Nelson and Sons Ltd.
- Roth, L. (1955), Algebraic threefolds, with special regard to problems of rationality, Ergebnisse der Mathematik und ihrer Grenzgebiete (N.F.), Heft 6, Berlin, New York: Springer-Verlag, MR 0076426
- Semple, J. G.; Roth, L. (1985), Introduction to algebraic geometry, Oxford Science Publications, The Clarendon Press Oxford University Press, MR 814690